# VMM-165
165ème Escadron d'hélicoptère de transport (USMC)
Le Marine Medium Tiltrotor Squadron 165 (ou VMM-165) est un escadron d'hélicoptère  à rotors basculants MV-22 Osprey du Corps des Marines des États-Unis. L'escadron, connu sous le nom de "White Knights" est stationné à la Marine Corps Air Station Miramar en Californie et fait partie du Marine Aircraft Group 16 (MAG-16) et de la 3rd Marine Aircraft Wing (3rd MAW).

## Mission
Le VMM-165 fournit un soutien d'assaut aux troupes de combat, des fournitures et l'équipement pendant les opérations amphibies et les opérations ultérieures à terre. De manière routinière, les escadrons VMM fournissent la base d'un élément de combat aérien (ACE) de n'importe quelle mission de la Force tactique terrestre et aérienne des Marines (MAGTF) qui peut inclure des tâches de soutien d'assaut conventionnel et des opérations spéciales ainsi que la récupération de personnel  ou l'évacuation de non-combattants.

## Historique

### Origine
Le Marine Medium Helicopter Squadron 165  (HMM-165) a été créé le 1er juillet 1965  à la Naval Air Station Santa Ana dans le cadre du Marine Aircraft Group 36 (MAG-36), 3rd Marine Aircraft Wing. En août 1965, l'escadron a été réaffecté au Marine Wing Service Group 37 (en).
Il a été redésigné VMM-165 le 11 avril 2011 lors de sa transition au V-22 Osprey.

### Galerie

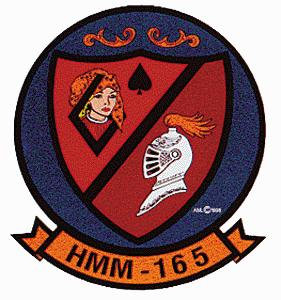
Ancienne insigne du HMM-165
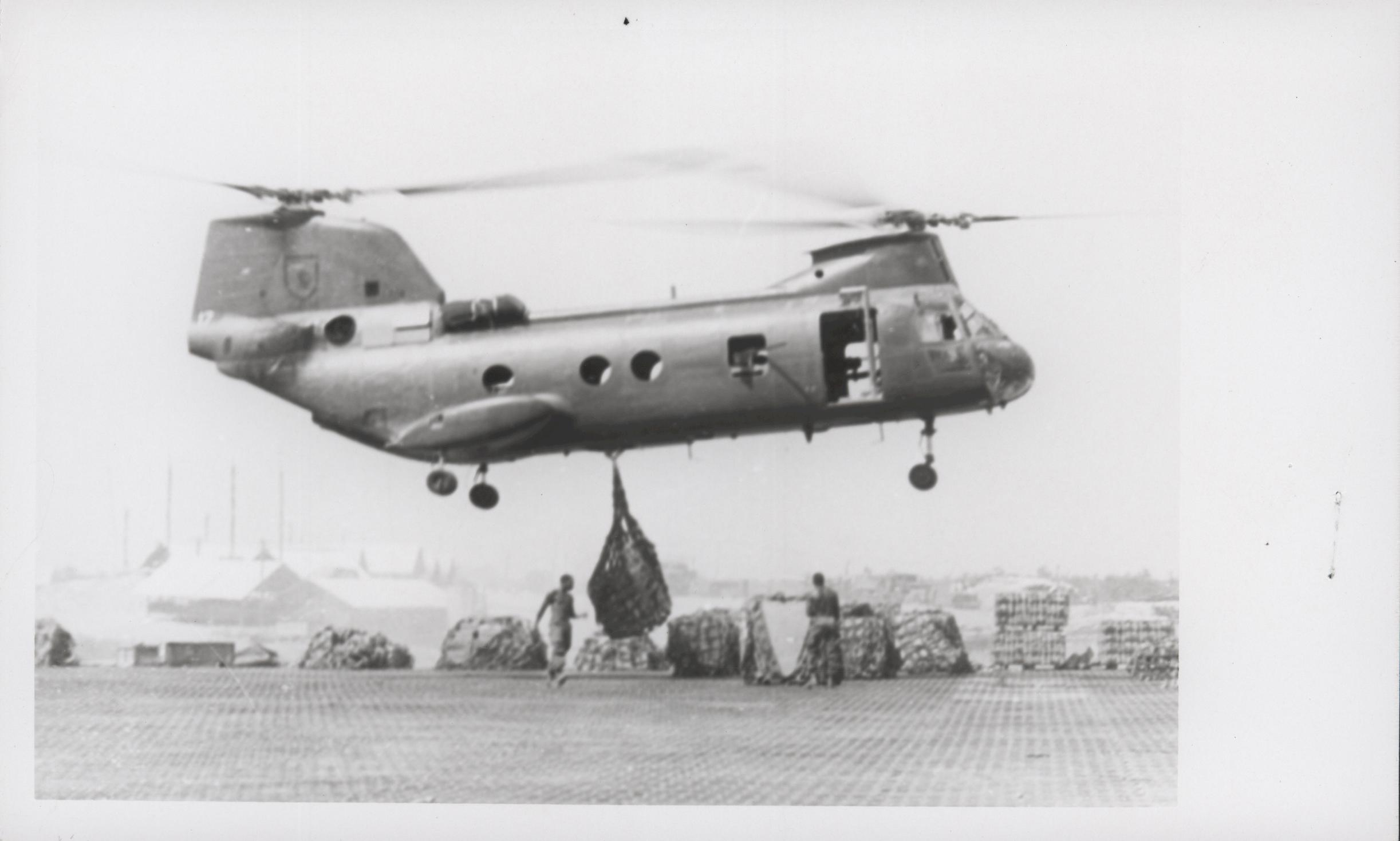
Sikorski CH-46 du HMM-165 en 1968 (Guerre du Vietnam)
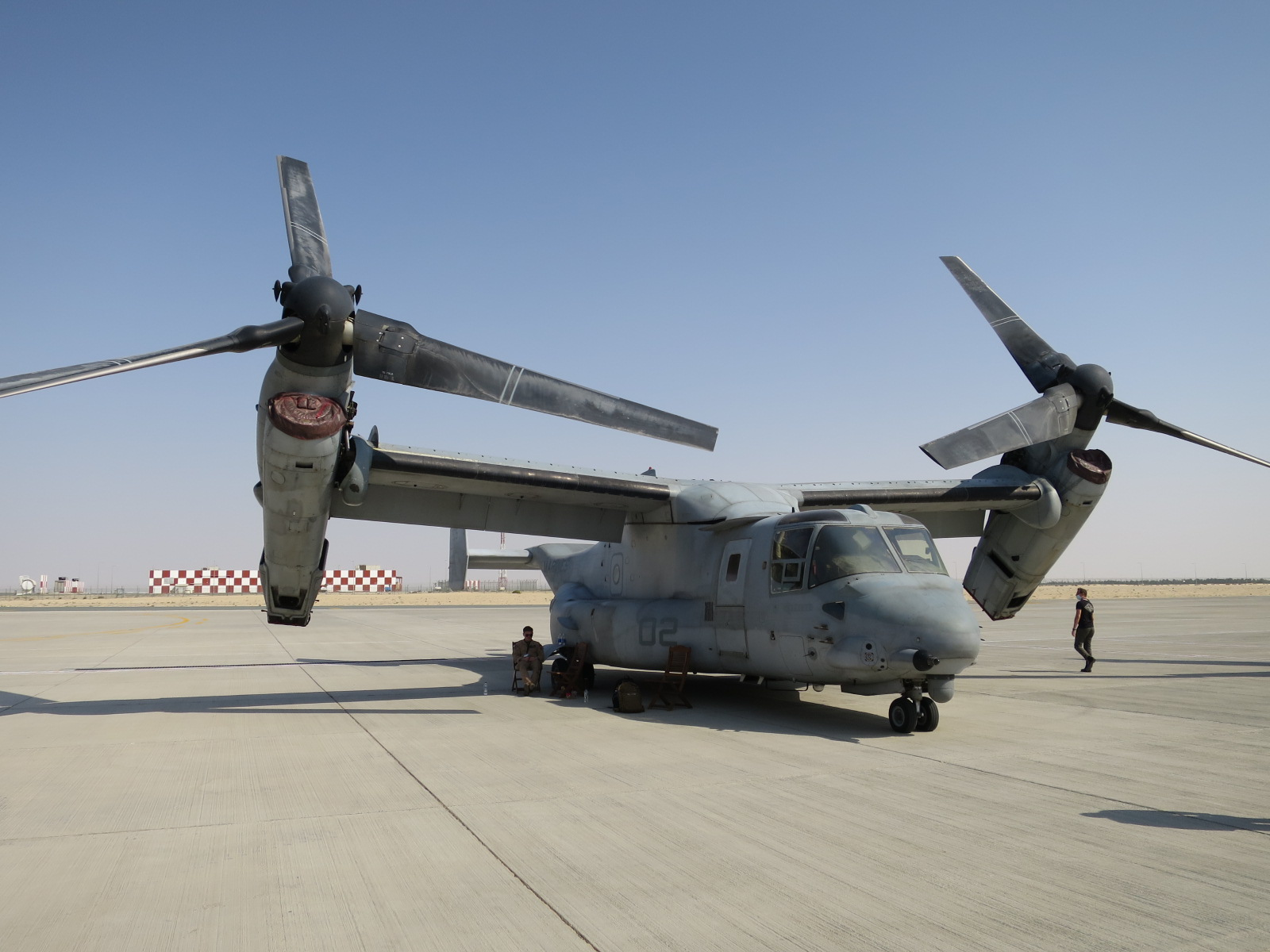
V-22 Osprey du VMM-165 en 2021